# William R. Finch

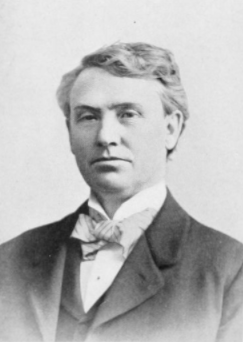
William R. Finch

William Rufus Finch (* 14. Dezember 1847 in Walworth County, Wisconsin; † 9. August 1913 in La Crosse, Wisconsin) war ein US-amerikanischer Journalist, Zeitungsverleger und Diplomat, der unter anderem von 1898 bis 1905 sowohl Gesandter der Vereinigten Staaten in Uruguay als auch zugleich Gesandter in Paraguay war.

## Leben
William Rufus Finch, Sohn von John Reynolds Finch und Lydia Ann Rogers Finch, war als Journalist und Zeitungsverleger sowie 1881 als Zollbeamter (US Surveyor of Customs) tätig. Am 2. Oktober 1897 wurde Finch, der Mitglied der Republikanischen Partei war, zum Gesandten der Vereinigten Staaten in Uruguay ernannt und übergab dort nach seiner Bestätigung durch den US-Senat am 18. Dezember 1897 als Nachfolger von Granville Stuart am 4. Januar 1898 seine Akkreditierung. Er verblieb auf diesem Posten bis zum 29. Mai 1905 und wurde daraufhin von Edward Charles O’Brien abgelöst. Zugleich wurde er auch in Personalunion am 2. Oktober 1897 mit Amtssitz in Montevideo zum Gesandten in Paraguay ernannt und überreichte dort nach Bestätigung durch den US-Senat am 18. September 1897 als Nachfolger von Granville Stuart am 3. August 1898 sein Beglaubigungsschreiben. Auch diese diplomatische Funktion bekleidete er bis zum 29. Mai 1905, woraufhin auch hier Edward Charles O’Brien seine Nachfolge antrat.
Finch war seit dem 2. November 1897 mit Lilla Marinette Law Finch (1865–1953) verheiratet. Nach seinem Tode wurde er auf dem Oak Grove Cemetery in La Crosse beigesetzt.